# Scapheremaeus nashiroi
Scapheremaeus nashiroi är en kvalsterart som beskrevs av Nakatamari 1989. Scapheremaeus nashiroi ingår i släktet Scapheremaeus och familjen Cymbaeremaeidae. Inga underarter finns listade i Catalogue of Life.